# Falu garnison
Falu garnison är en garnison inom svenska Försvarsmakten som verkade i olika former åren 1909–2001 och återigen från 2021 som Dalregementet (I 13). Garnisonen är belägen i Falun, Dalarnas län.

## Historik
Dalregementet hade från 1796 sin mötesplats på Rommehed, söder om Stora Tuna kyrka. När indelningsverket avskaffades och den värnpliktiga armén introducerades i början av 1900-talet, beslutades 1905 att Dalregementet skulle omlokaliseras till ett nyuppfört kasernetablissement inne i centrala Falun. Kasernetablissementet uppfördes efter 1901 års härordnings byggnadsprogram efter Kasernbyggnadsnämndens typritningsserie för infanterietablissement, totalt uppfördes ett 60-tal byggnader. Den 10 oktober 1908 flyttade regementsstab och regementsexpeditionen in på området i Falun och den 29 januari 1909 överlämnades kasernetablissementet till Dalregementet. Kasernetablissementet utgjordes av ett kanslihus, tre bataljonskaserner, matsal, exercishall samt verkstads- och förrådsbyggnader. Under 1970-talet byggdes ett nytt centralförråd. Under 1990-talet anpassades garnisonen för att möta den mekanisering som planerades av Dalabrigaden, där garage, verkstäder och stolplador anpassades för de pansarfordon som kom att tillföras brigaden. Närövningsfältet anpassades med stråk till utbildningen av förare av pansarfordonen.

### Garnisonen läggs ner...
Genom försvarsbeslutet 2000 beslutades att Dalregementet och Dalabrigaden skulle avvecklas i juni 2000. Kvar blev en avvecklingsorganisation som fick i uppdrag att avveckla fastigheter från de två förbanden, samt iordningställa lokaler samt övnings- och skjutfält för Dalregementsgruppen. Avvecklingsorganisation upphörde den 30 juni 2001, då avvecklingen bedömdes slutförd. Större delen av kasernetablissementet har sedan 2001 omformats till Dalregementets företagspark samt handelsområde.

### ... och återinrättas
Genom försvarsbeslutet 2020 beslutades att återinrätta Dalregementet. År 2021 återinrättades Dalregementet och inledningsvis övertogs Dalregementsgruppens befintliga lokaler, vilka ligger inom det gamla kasernetablissementet och bland annat inkluderar C-kasernen. Bygget av ett nytt och ändamålsenligt kasernetablissement kommer påbörjas 2023 och stå färdigt åren 2027–2028. Inför återetableringen av regementet undersöktes tre alternativa platser för att uppföra ett nytt och ändamålsenligt kasernetablissement. Alternativ 1 utgjordes av en privat fastighet vid Högbo sanatorium och öster om det. Alternativ 2 utgjordes av en kommunal fastighet öster om Myrans strövområde. Alternativ 3 utgjordes av en statlig fastighet i den södra delen av Falu övnings- och skjutfält, i linje med Jämmerdalen och trafikplats Norslund. I det korta perspektivet förlades delar av verksamheten inom Dalregementets företagspark samt till landstingets gamla sanatoriebyggnader i Högbo. Den 25 november 2021 meddelade Försvarsmakten, Fortifikationsverket samt Falu kommun att man beslutat sig för att ett nytt kasernetablissement ska uppföras i närheten av nuvarande övningsområdet vid Myrans östra del. Bakgrunden till beslutet är att marken vid alternativ 1 och alternativ 3 var alltför kuperad och skulle medföra alltför omfattande markarbeten, vilket inte ansågs ekonomiskt försvarbart. Alternativ 3 skulle samtidigt medföra att delar av Falu övnings- och skjutfält hade behövts tas i anspråk. Alternativ 2 ansågs ge bäst förutsättningar för att i framtiden växa till att utbilda en brigadplattform. Det nya kasernetablissementet kommer omfatta cirka 40 hektar inhägnad mark och utgöras av kaserner med logement, matsal, idrottshall, förråd och fordonshallar. De tysta områdena med kansli och kaserner kommer finnas i anslutning till Faluns bebyggelse, medan de mer bullriga delarna av kasernetablissementet kommer uppföras mot och i anslutning till övnings- och skjutfältet. Dock beräknas det nya kasernetablissementet stå färdigt först 2028. Fram till dess kommer Dalregementet vara grupperat till både Dalregementets företagspark och till landstingets gamla sanatoriebyggnader i Högbo. De värnpliktiga kommer från augusti 2022 utgå från Högbo, medan regementets administration samt Hemvärnet kommer grupperas till den gamla markan, som ligger längst bort på kaserngården, samt C-kasernen vid Dalregementets företagspark.